# Акты Московского государства 1551 года
Царствование: 1533—1584 — Иван IV Васильевич Грозный

## Акты Московского государства 1551 года
- 24 января — царская жалованная грамота Каринским татарам Чекаве Азегметеву и его сыну Езикашу о дозволении в оборочных рыках и озёрах ловить бобров с татарином Башкандою  в четвертой, а с Касымом и их товарищами в пятой доле и о платеже в казну ежегодного оброка.
- 11 мая — соборный приговор о запрещении духовенству приобретать отчины без царского доклада и об уничтожении руг и милостин присвоенных по кончине великого князя Василия III Ивановича монастырями и церквями.
- 17 мая — царская грамота холопенским таможенникам об освобождении от пошлин судна Кирилло-Белозерского монастыря.
- 26 июня и 15 июля — три соборных приговора по жалобам новгородских священников:

1. О подводах под архиепископа и праздничным пошлинах, суда архиепископских бояр и дьяков, священнических выходах, выборами прихожанами священно-церковно-служителей и кормах при царских панихидах.
2. Об отправлении новгородским игуменам и священникам всех монастырей и приходов, седмиц в Софийском соборе и о не взимании с них на тот сбор и о не взимании с них на тот собор молебенных денег и праздничных гривен.
3. О сборе с новгородских монастырей, кроме общежительных, и с городских проскурниц пошлин на Софийский причёт, а с псковского Троицкого собора подати за антиминсы.

- 20 июля — таможенная Белозерская грамота.
- Декабрь — окружной царский наказ данный в следствие Стоглавого собора об обязанностях поповских старост, десятских священников, земских старост и целовальников.
- Соборный приговор об учреждении и обязанностях московских поповских старост и о прочем.